# Roman Różycki
Roman Stanisław Różycki (ur. 10 września 1935 w Krakowie) – polski działacz państwowy, wojewoda włocławski (1980–1983).

## Życiorys
Syn Stanisława i Zofii. Od 1948 do 1956 członek Związku Młodzieży Polskiej, od 1958 do 1963 członek Związku Młodzieży Socjalistycznej. W 1959 wstąpił do Polskiej Zjednoczonej Partii Robotniczej. Od 1972 do 1975 zastępca kierownika Wydziału Ekonomicznego Komitetu Wojewódzkiego PZPR w Bydgoszczy, następnie związany z włocławskim Komitetem Wojewódzkim. Był w nim kierownikiem Wydziału Organizacyjnego (1975–1980), a także członkiem egzekutywy i sekretariatu, a od 1978 do 1980 sekretarzem. Od 21 listopada 1980 do 31 marca 1983 pełnił funkcję wojewody włocławskiego.